# Juchhöh (Hirschberg)
Juchhöh ist ein Weiler von Venzka, einem Ortsteil von Hirschberg (Saale) im Saale-Orla-Kreis in Thüringen.

## Geografie

### Lage
Juchhöh ist ein Straßenweiler nahe der Landesgrenze zu Bayern, der auf drei von vier Seiten von Wald umgeben ist. Er liegt an der Bundesstraße 2 und an der Ortsverbindungsstraße nach Mödlareuth. Die Felder befinden sich überwiegend auf dem Hochplateau in Richtung Venzka. Nachbarorte sind die Stadt Hirschberg sowie die Orte Venzka, Mödlareuth und Dobareuth.

### Geologie
Geologisch befindet sich die Gemarkung des Weilers im Südostthüringer Schiefergebirge. Die Böden sind durch hohen Feinerde- und Humusanteil ertragreich und -sicher. Quellmulden sowie Tallagen sind Grünlandstandorte. Der Ackerbau ist auf den plateauartigen Geländerücken, welligen Ebenen und Flachhängen begünstigt. Auf sonstigen Lagen überwiegt die forstliche Nutzung.

## Geschichte
Der Ort Juchhöh wurde erstmals in den Jahren 1713–1715 urkundlich erwähnt.
Nachdem die Saalebrücke Rudolphstein 1945 zerstört worden war, wurde der Transitverkehr (Interzonenverkehr) zwischen Ostdeutschland und Westdeutschland von der Autobahn-Abfahrt Schleiz kommend auf der kurvenreichen und Höhenunterschiede überwindenden Fernverkehrsstraße 2 über Zollgrün, Gefell, Dobareuth und Juchhöh zum Grenzübergang nach Töpen umgeleitet. Juchhöh war bis zum 16. Dezember 1966 Kontrollpunkt. Mit dem Wiederaufbau der Autobahnbrücke im Jahre 1966 konnte der Verkehr wieder durchgehend über die Autobahn rollen und die Fernverkehrsstraße 2 wurde für jeglichen Verkehr gesperrt.
Am 1. Januar 1974 wurden Juchhöh und das benachbarte Dorf Venzka in die Stadt Hirschberg eingemeindet.

## Wirtschaft
Einst diente die Gegend der Erholung und der Landwirtschaft. Nach dem Zweiten Weltkrieg stand sie für Jahrzehnte im Schatten der Innerdeutschen Grenze. Jetzt ist das bäuerliche Leben wieder zusammen mit der Erholungsfunktion maßgebend.